# Ferenc Bene
Ferenc Bene (17. prosince 1944, Balatonújlak – 27. února 2006, Budapešť) byl maďarský fotbalový útočník a reprezentant, později fotbalový trenér.
Mimo Maďarska hrál na klubové úrovni ve Finsku.

## Klubová kariéra
Většinu své kariéry strávil v maďarském klubu Újpest FC, odkud odešel v pětatřiceti letech s bilancí 303 gólů ve 417 zápasech. Poté hrál ve finském Sepsi-78 a dalších třech maďarských klubech, než ukončil v jednačtyřiceti letech aktivní kariéru.

## Reprezentační kariéra
První zápas za maďarskou reprezentaci odehrál v roce 1962 proti Jugoslávii. Celkem reprezentoval v 76 zápasech, v nichž vstřelil 36 gólů. Získal bronz na Mistrovství Evropy v roce 1964. Ve stejném roce byl také členem zlatého týmu na letních olympijských hrách, kde se stal nejlepším střelcem s úctyhodnou bilancí dvanácti gólů v pěti zápasech, když šest branek vstřelil Maroku (6:0) a jednu Jugoslávii (6:5) v základní skupině. Čtyřmi góly zařídil semifinálové vítězství nad Egyptem (6:0) a jednu branku přidal ve finále s Československem (2:1). Poslední zápas odehrál v roce 1979 proti Československu.

## Osobní život
Zemřel v roce 2006 na následky pádu z předchozího roku. Jeho syn Ferenc Bene býval také fotbalistou a v současné době je trenérem.

## Úspěchy

### Reprezentační
- zlato z LOH (1964)[1]
- bronz z ME (1964)

### Individuální
- maďarský fotbalista roku: 1969
- nejlepší střelec fotbalového turnaje na LOH 1964